# Рытов, Николай Александрович
Николай Александрович Рытов (1909—1944) — старший сержант, участник Великой Отечественной войны, Герой Советского Союза.

## Биография
Родился 30 апреля 1909 года в селе Фрольцево в семье крестьянина. Русский. В 1930 году вместе с родителями переехал в город Ленинград. Здесь окончил среднюю школу, пошёл работать.
В 1931—1934 годах проходил срочную службу в Красной Армии. В 1939 году был вновь мобилизован, участвовал в войне с Финляндией 1939—1940 годов. После демобилизации трудился помощником заведующего булочной. В мае 1941 года был призван на военные сборы. С началом Великой Отечественной войны участвовал в боевых действиях с немецко-фашистскими захватчиками. Защищал Ленинград.
Летом 1943 года будучи командиром взвода противотанковых орудий в звании сержанта сражался в районе Синявинских высот. За 17 суток непрерывных боёв ему четыре раза приходилось менять место расположения. За проявленные в этих боях стойкость и мужество был награждён медалью «За боевые заслуги». Позднее его полк был переправлен на «Ораниенбаумский пятачок». В боях по снятию блокады Ленинграда в январе 1944 года его взвод противотанковых орудий находился в первых рядах наступающих подразделений и огнём из орудий уничтожал живую силу и огневые точки противника.
14 января 1944 года 2-я Ударная армия, в состав которой входила 43-я стрелковая дивизия, с Ораниенбаумского плацдарма перешла в наступление в направлении посёлка Ропша Ленинградской области. 16 января 1944 года на подступах к Ропше 65-й стрелковый полк был остановлен мощным огнём из трёхамбразурного дзота. Взвод под командованием Николая Рытова находился в боевых порядках одной из рот. До Ропши оставалось около 8 километров. Старший сержант выкатил два своих орудия впереди пехоты и открыл беглый огонь по вражеским пулемётам. Рота поднялась в атаку и ворвалась в населённый пункт. Но гитлеровцы перешли в контратаку. Николай Рытов бросился к орудию и стал прямой наводкой расстреливать вражескую пехоту. Весь расчёт второго орудия и сам взводный получили ранения. Однако они не прекращали огня. Когда кончились снаряды, артиллеристы отбивались от врага автоматным огнём и гранатами. Но гитлеровцы наседали. Вот они уже подошли к самому орудию. Рытов уже не мог бросить гранату из-за второго ранения в плечо. Тогда он зубами вытащил чеку и, когда фашисты бросились на него, разжал пальцы руки. 19 января советские воины освободили Ропшу.
Указом Президиума Верховного Совета СССР «О присвоении звания Героя Советского Союза офицерскому, сержантскому и рядовому составу Красной Армии» от 21 февраля 1944 года за «образцовое выполнение боевых заданий командования на фронте борьбы с немецкими захватчиками и проявленные при этом отвагу и геройство» удостоен посмертно звания Героя Советского Союза.
Похоронен Герой в братской могиле села Гостилицы Ломоносовского района Ленинградской области. Именем Н. А. Рытова названа улица в городе Ропша.

## Награды
- Медаль «Золотая Звезда» № 4652 Героя Советского Союза;
- орден Ленина;
- медаль «За боевые заслуги»;
- медаль «За оборону Ленинграда».

## Память
В Ленинграде в Военно-историческом музее артиллерии, инженерных войск и войск связи экспонируется пушка № 3767. На броневом щите «сорокапятки» — медная пластинка. На ней нарисовано 13 звёздочек — 3 подбитых расчётом танка, 6 станковых пулемётов и 4 дзота. Этим орудием командовал старший сержант Рытов.